# Незнайко

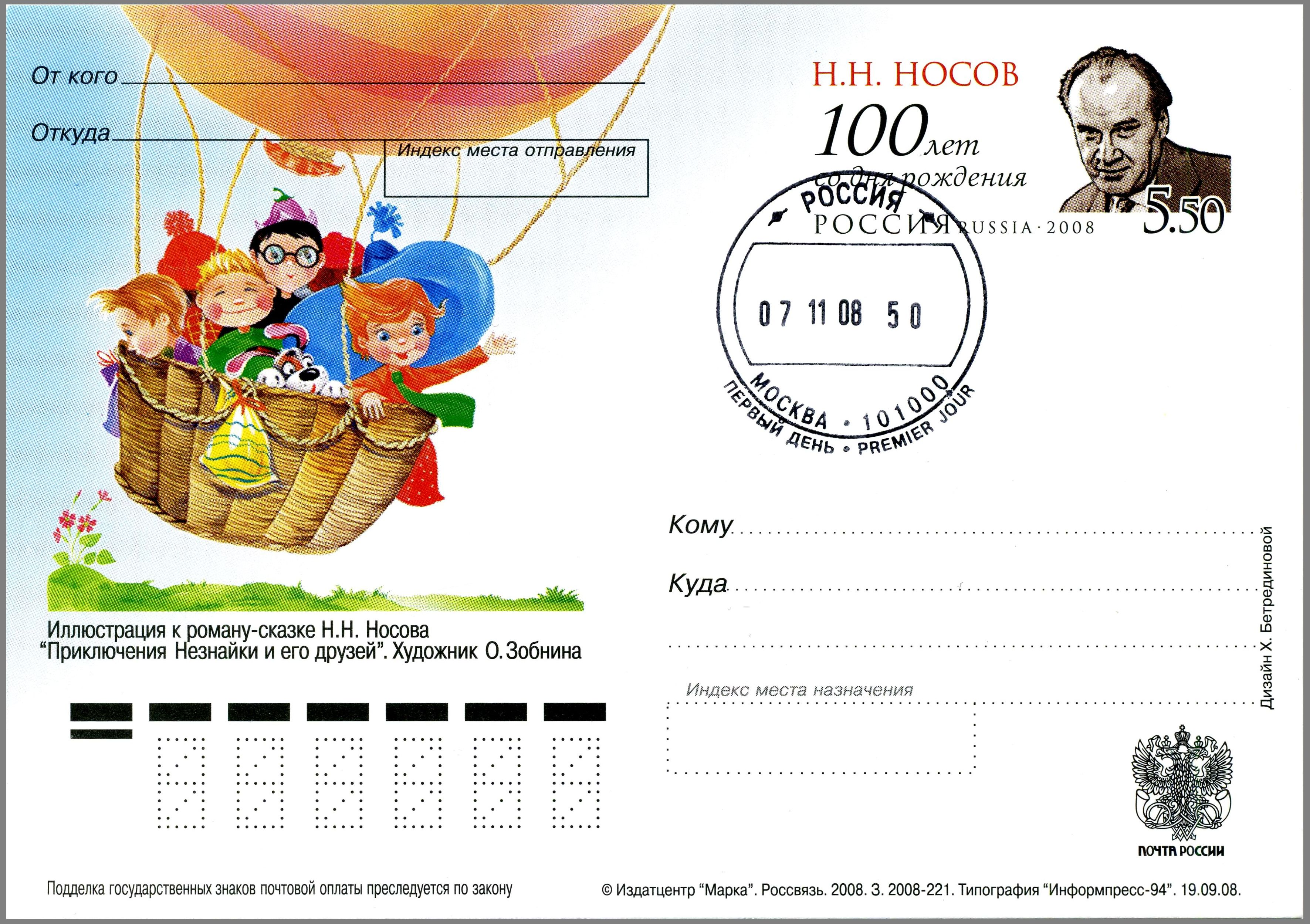
Коротульки на повітряній кулі. Ілюстрація О.Зобніної.

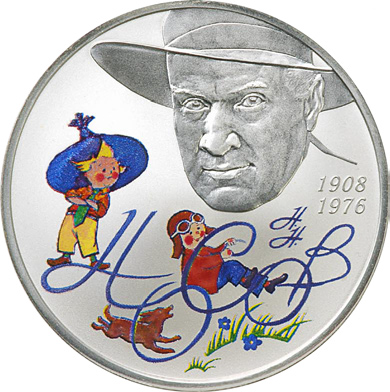
Монета Банку Росії номіналом 2 рублі. Серія «Видатні особистості Росії».

Незна́йко — представник племені крихітних людиноподібних коротульок, головний персонаж казкової трилогії Миколи Носова, а також її численних продовжень і екранізацій. Член клубу «Веселих чоловічків».

## Історія
Уперше персонаж з іменем «Незнайко» (рос. Незнайка) з'являється у книжці «Царство малюток» російської письменниці Анни Хвольсон, перше видання якої вийшло друком 1889 року (перевидання — у 1898, 1902 і 1915). Твір Хвольсон являв собою переказ коміксів канадського художника Палмера Кокса про домовиків-брауні; письменниця дала свої імена іноземним персонажам. Незнайко там є третьорядною особою, головного героя звали Мурзилком (рос. Мурзилка); присутній також герой на ім'я Знайко (рос. Знайка). У 1991 році репринт книжки випустило московське видавництво «Поликом».
Очевидно, з книжкою Хвольсон був знайомий і Микола Носов. У 1952 році він зустрівся з Богданом Чалим, редактором журналу «Барвінок» і розповів йому про плани нового твору, де головним героєм був би цей третьорядний персонаж. Чалий запропонував публікацію у своєму журналі. Надалі твір друкувався у «Барвінку» в 1953—1954 рр., одразу двома мовами — російською та українською, під назвою «Приключения Незнайки и его товарищей / Пригоди Незнайка і його товаришів» і з підзаголовком «казка-повість». Український переклад виконав Федір Маківчук.
Надалі повість видали окремим виданням — у видавництві «Детгиз» у 1954 році (вже під назвою «Приключения Незнайки и его друзей» і з підзаголовком «роман-сказка»). Україномовне окреме видання (з назвою «Пригоди Незнайка і його товаришів») вийшло 1955 року у видавництві «Молодь» (надалі перевидавалося видавництвом «Веселка»). У 1956 р. М. М. Носов написав коротку казку «Як Гвинтик і Шпунтик зробили пилосос», серед другорядних персонажів якої фігурує Незнайко. У 1958 році у журналі «Юность» було надруковано продовження «Пригод Незнайка» — «Незнайко в Сонячному місті» (рос. Незнайка в Солнечном городе). Окремим виданням вона вийшла також у видавництві «Детгиз» у 1958 році, а український переклад Ф. Маківчука — у 1978 (видавництво «Веселка»). І нарешті, у журналі «Семья и школа» у 1964-65 рр. опубліковано третю частину трилогії — «Незнайко на Місяці» (рос. Незнайка на Луне). Окреме видання — 1965 р. (видавництво «Детская литература»), український переклад Ф. Маківчука — у 1980 (видавництво «Веселка»).
Перші дві частини трилогії ілюстрував Олексій Лаптєв, третю, після смерті Лаптєва — Генріх Вальк. Українські переклади видавалися з малюнками Віктора і Кіри Григор'євих. Раніші видання мали багате для свого часу оформлення — суперобкладинки та кольорові вклейки. Подальші видання були скромнішими.

## Зовнішній вигляд і характер
Опис героя наведено в першому розділі «Пригод Незнайка». Він носив яскраво-голубий капелюшок, жовті, канаркові штани й оранжеву сорочку з зеленою краваткою, оскільки «взагалі любив яскраві фарби». З ілюстрацій та подальших описів відоме, що він був коротулькою середнього зросту (треба припускати, близько 20 см), з великою головою і маленьким носом. Характер Незнайка змінюється протягом дії трилогії, але головними рисами є хвалькуватість, неуцтво, сміливість і кмітливість.
На початку першої книжки він показаний таким собі хлопцем-друзякою і неробою: «цілими днями тинявся по місту, вигадував усілякі небилиці і всім їх розказував. Крім того, він завжди чіплявся до малючок».
Сам Микола Носов назвав життєвого прототипа героя:
|  | «Це дитина, але дитина не така, яку можна було б назвати на ім'я і прізвище, а дитина взагалі, з притаманною її віку невгамовною жагою діяльності, невинищуваною спрагою знань і в той же час з непосидючістю, нездатністю утримати свою увагу на одному предметі який-небудь довгий час, — загалом, зі усіма добрими завдатками, що дитина має в собі зміцнити та розвинути, і з вадами, від яких треба звільнитися» Оригінальний текст (рос.) [«Это ребёнок, но не такой, которого можно назвать по имени и фамилии, а ребёнок вообще, с присущей его возрасту неугомонной жаждой деятельности, неистребимой жаждой знания и в то же время с неусидчивостью, неспособностью удержать своё внимание на одном предмете сколько-нибудь долгое время, — в общем, со всеми хорошими задатками, которые ребёнку предстоит в себе укрепить и развить, и с недостатками, от которых нужно избавиться»] Помилка: {{Lang}}: текст вже має курсивний шрифт (допомога) |

.
Микола Носов, «Про себе і про свою творчість» («О себе и своём творчестве»)

## Ім'я іншими мовами
- алб. Dinpaku («Дінпаку»)
- англ. Dunno («Данно»)[Ком 1]
- араб. الجاهل («Аль-Джахаль»)
- бенг. আনাড়ি («Аноаіро»)
- болг. Незнайко
- в'єт. Mít Đặc («Міт Дак»)
- вірм. Անգետիկը («Ангетіке»)
- гінді Najanu («Наджану»)
- груз. ნეზნაიკა («Незнаіка»)
- ест. Totu («Тоту»)
- ісп. Nosabenada («Носабенада»)[Ком 2]
- кит.: 小无知 («Сяо Учжи»)[Ком 3]
- латис. Nezinītis («Незінітіс»)
- лит. Nežiniukas («Нежинюкас»)
- нім. Nimmerklug («Німмерклюґ»)[Ком 4]
- пол. Nieumiałek («Нєумя́лек»)
- рос. Незнайка
- рум. Habarnam («Хабарнам»)
- словац. Nevedko («Не́ведко»)
- угор. Nemtudomka («Немтудомка»)
- чеськ. Neználek («Не́зналек»)

## Твори про Незнайка

### У книжках М. Носова
- Пригоди Незнайка і його товаришів
- Незнайко в Сонячному місті
- Незнайко на Місяці
- Гвинтик, Шпунтик і пилосос

### Українські переклади
- «Пригоди Незнайка і його товаришів» (переклад Федора Маківчука) — К: Молодь, 1955
- «Незнайко в Сонячному місті» (переклад Федора Маківчука) — К: Веселка, 1978
- «Незнайко на Місяці» (переклад Федора Маківчука) — К.: Веселка, 1980

## Екранізації
- 1959: Мультфільм «Ровно в три пятнадцать»
- 1960: Мультфільм «Винтик и Шпунтик — весёлые мастера»
- 1961: Мультфільм «Незнайка учится»
- 1965: Мультфільм «Где я его видел?»
- 1972: Мультфільм «Приключения Незнайки и его друзей» (10 серій)
- 1977: Мультфильм «Незнайка в Солнечном городе» (10 серій)
- 1983: Художній фільм «Незнайка с нашего двора»
- 1997—1999: Мультфільм «Незнайка на Луне» (двома сезонами по 6 серій)
- 2004: Мультфільм «Незнайка и Баррабасс» (за книжкою Анни Хвольсон)

## Цікаві факти
- Образ Незнайка використано при оформленні російського павільйону на міжнародній виставці ЕКСПО-2010 у Шанхаї (комікси про Незнайка мали популярність у Китаї у 1990-х). 14 липня 2010 президент Росії Д. А. Медведєв висловив цим фактом незадоволення: на його думку, демонстрацію інноваційного потенціалу і модернізаційних амбіцій Росії підмінили небилицями за мотивами казок М. Носова. Президент розпорядився виправити недоліки російської експозиції; про виконання доручення йому мали доповісти 1 вересня 2010. Але ніяких серйозних змін на момент візиту Медведєва російський павільйон так і не зазнав[5][6].
- Зображення Незнайка присутнє на надгробку М. М. Носова на Кунцевському цвинтарі в Москві[7].